# Saint-Trimoël
Saint-Trimoël (bretonisch: Sant-Rivoued) ist eine französische Gemeinde mit 521 Einwohnern (Stand: 1. Januar 2022) im Département Côtes-d’Armor in der Region Bretagne. Die Einwohner der Gemeinde werden Trimoeliensund Trimoeliennes genannt.

## Geographie
Umgeben wird Saint-Trimoël von den Gemeinden Landéhen im Norden, La Malhoure im Osten, Trébry im Süden und Bréhand im Nordwesten.

## Bevölkerungsentwicklung
| 1962 | 1968 | 1975 | 1982 | 1990 | 1999 | 2008 | 2012 | 2020 |
| 351  | 393  | 347  | 314  | 296  | 319  | 409  | 458  | 510  |

## Sehenswürdigkeiten

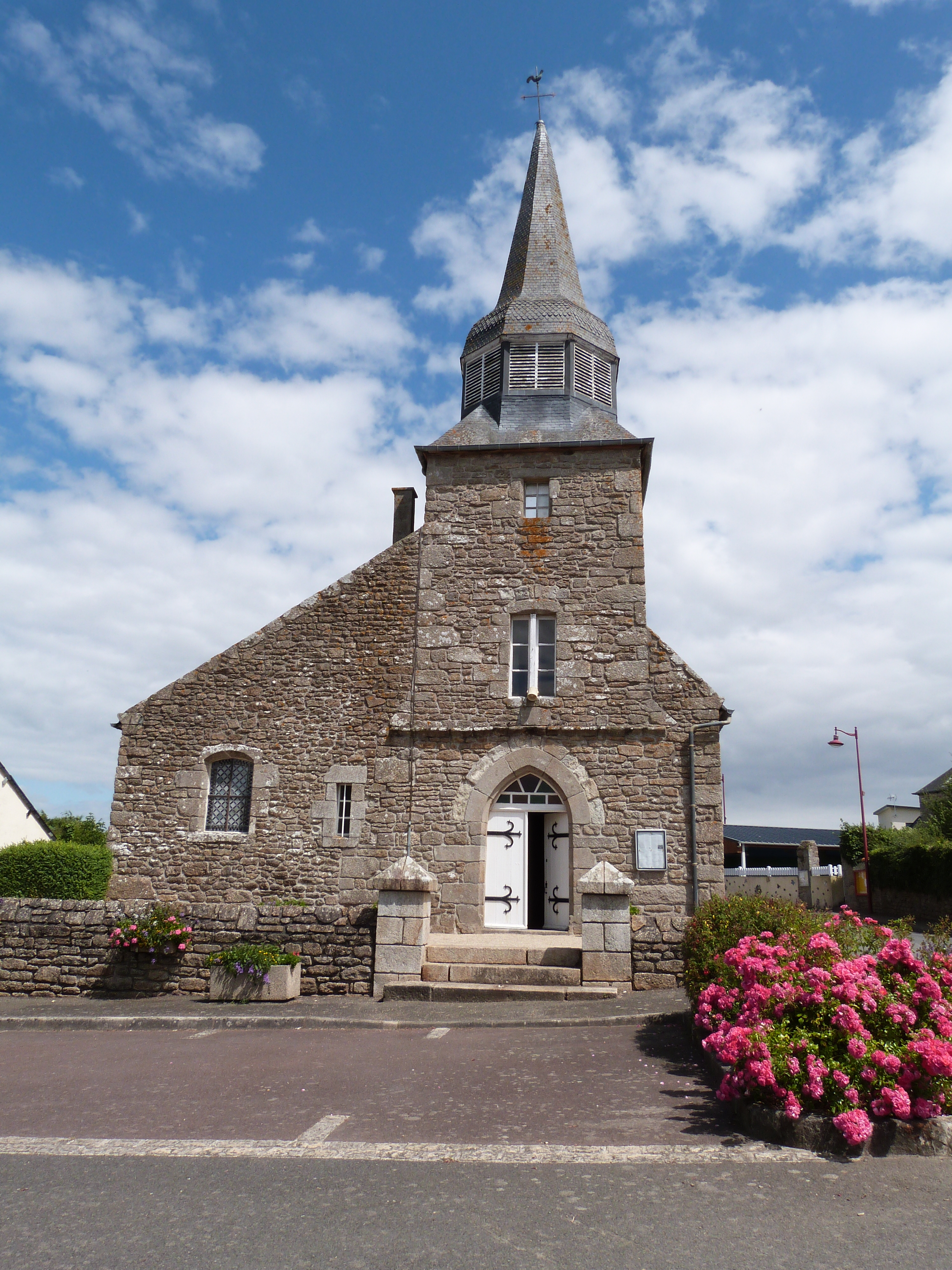
Kirche Notre-Dame

- Pfarrkirche Notre-Dame